# Partido Obrero de Unificación Marxista

Flagge der POUM

Partido Obrero de Unificación Marxista (POUM, katalanisch Partit Obrer d’Unificació Marxista „Arbeiterpartei der Marxistischen Einheit“) war eine revolutionäre marxistische Partei in der Zweiten Republik Spaniens.

## Geschichte

### Gründung
Die POUM ging 1935 aus dem Zusammenschluss der trotzkistischen Izquierda Comunista (Kommunistische Linke) um Andreu Nin und Juan Andrade mit dem Bloque Obrero y Campesino (Arbeiter- und Bauernblock) um Julián Gorkin und Joaquín Maurín hervor. Letzterer orientierte sich an Nikolai Bucharin. Die Mehrzahl der Anhänger dieser beiden Gruppen waren in Katalonien (dort vor allem in Lleida), in Valencia und in Extremadura zu finden.

### Spanischer Bürgerkrieg
Während des Spanischen Bürgerkrieges zwischen 1936 und 1939 arbeitete die POUM mit der anarchosyndikalistischen Gewerkschaft Confederación Nacional del Trabajo (CNT), später vor allem mit der radikalen Gruppe Amigos de Durruti, zusammen. In zahlenmäßiger Hinsicht war die POUM weitaus schwächer als das anarchistische Lager. Neben dem Kampf gegen die putschenden Militärs um Francisco Franco stand für dieses Bündnis die Soziale Revolution im Vordergrund, womit sie innerhalb des republikanischen Lagers die Gegnerschaft vieler Gruppierungen, vor allem der Kommunisten, auf sich zog.
In den POUM-Milizen kämpften u. a. Mitglieder trotzkistischer, linkssozialistischer und oppositioneller kommunistischer Gruppen wie der deutschen SAP (wie diese gehörte die POUM dem Londoner Büro, einem Zusammenschluss linkssozialistischer und unabhängiger kommunistischer Parteien an) und KPO und bekannte Persönlichkeiten wie George Orwell (der darüber in Homage to Catalonia, deutsch: Mein Katalonien geschrieben hat), Peter Blachstein, später MdB (SPD), Albert O. Hirschman oder die argentinischen Anarchisten Hipolyte Etchebéhère und Mika Feldman de Etchebéhère. In Barcelona erfolgte die Ausbildung und die Aufstellung von Milizeinheiten in der Marx-Kaserne.
Vom PCE, der in der Volksfront-Regierung vertretenen Kommunistischen Partei Spaniens, die der Kominternlinie folgte, wurde die POUM als „trotzkistische Verräter“ und Tarnorganisation der Faschisten diffamiert. Dies geschah vor dem Hintergrund der seit August 1936 stattfindenden Moskauer Schauprozesse gegen angebliche interne Feinde der UdSSR.
Der PCE erhielt innerhalb der republikanischen Zone, bedingt durch die sowjetischen Waffenlieferungen gegen Franco, eine dominante Position. Die kommunistische Kritik richtete sich nicht zuletzt gegen die Anarchisten, mit denen man es aber nicht frontal aufnehmen konnte. Die in der Regierung Caballero sitzende CNT setzte sich wiederum nicht offen für die POUM ein. Im Mai 1937, während der Maiereignisse, kam es schließlich zu einer tagelangen bewaffneten Auseinandersetzung in Barcelona, in der die POUM mit den Anarchisten gegen Kommunisten und Anhänger der Zentralregierung kämpfte. Zu Beginn der Kämpfe, am 5. Mai, brachen 1500 Milizionäre von der anarchistischen Kolonne Roja y Negra, der Lenin-Division von der POUM und die 128. Brigade der 28. Division von der Aragon-Front nach Barcelona auf. Sie wurden bei Binéfar von Flugzeugen der Zentralregierung angegriffen. Nach Verhandlungen kehrte die Einheit aber zur Front zurück. Bei dem Maiereignissen starben ca. 500 Menschen.
Die moskautreuen Kommunisten deuteten die Ereignisse als faschistischen Umsturzversuch um. Infolge der Maiereignisse verlor die Revolution immer mehr an Boden. Nur kurze Zeit später wurde auch der Regierungschef gestürzt, der sich stets gegen ein Verbot der POUM ausgesprochen hatte.

### Parteiverbot 1937 und Spaltung 1939
Am 16. Juni 1937 wurde die Partei schließlich verboten. Das Parteibüro der POUM im Hotel Falcón wurde auf Anordnung des sowjetischen Generalkonsuls Wladimir Alexandrowitsch Antonow-Owsejenko in Barcelona geschlossen und in ein Gefängnis umgewandelt, in dem 40 Angehörige der POUM interniert und gefoltert wurden. Der Parteivorsitzende der POUM Andreu Nin wurde vom sowjetischen Geheimdienst NKWD ebenfalls verschleppt, gefoltert und ermordet. Der öffentliche Prozess wegen Hochverrats gegen die POUM-Mitglieder endete mit Gefängnisstrafen für die Beklagten. Die geforderte Todesstrafe wurde allerdings nicht ausgesprochen, da Zweifel an der kommunistischen Darstellung aufkamen. Das Verbot der POUM wurde bestätigt.
Im Juli 1937 wurden die POUM-Einheiten, nach internen Machtkämpfen und bürgerkriegsartigen Auseinandersetzungen in Barcelona, aufgelöst. Viele der POUM-Offiziere und ausländische Milizionäre, die der POUM nahestanden, wurden verhaftet, sofern sie nicht fliehen oder sich verstecken konnten. Die Festnahme der Ausländer erfolgte meistens dann, wenn diese unbewaffnet zum Fronturlaub nach Barcelona kamen. Oberst Rovira, der Kommandeur der 29. Division, wurde ins Armeehauptquartier beordert und verhaftet. Zur 29. Division gehörte auch eine britische Kompanie, deren Anführer Georges Kopp ebenfalls verhaftet wurde. Verhaftet wurden auch die Generale Asensio und Martinez. Der größte Teil der POUM-Milizen wurde aber nach der Rückkehr von längeren Gefechten von den von Sowjet-Kommunisten kommandierten Truppen umstellt und entwaffnet. Die im Sinne der Sowjet-Kommunisten unbelasteten ausländischen Milizionäre wurden den Internationalen Brigaden zugeteilt.
Die konfliktträchtige Situation zwischen den verschiedenen antifaschistischen und kommunistischen Gruppierungen trug neben anderen Faktoren mit dazu bei, dass Franco am Ende des Bürgerkriegs siegreich aus den Kämpfen hervorging, die Republik beseitigte und eine personalisierte Diktatur in Spanien errichtete, in der sämtliche sozialistischen Organisationen verboten wurden.
Nach 1939 spaltete sich die POUM mehrfach, Restgruppen bestanden im französischen Exil und in Katalonien bis ca. 1980 weiter. Dem Andenken an die POUM und an Andreu Nin widmet sich die Fundación Andreu Nin.

## Film
- Ken Loach: Land and Freedom